# Aphyculus
Aphyculus is een geslacht van vliesvleugeligen uit de familie Encyrtidae. De wetenschappelijke naam van dit geslacht is voor het eerst geldig gepubliceerd in 1954 door Hoffer.

## Soorten
Het geslacht Aphyculus omvat de volgende soorten:
- Aphyculus antoninae Pilipyuk & Trjapitzin, 1974
- Aphyculus astanovi Myartseva, 1983
- Aphyculus perparvus Hoffer, 1954
- Aphyculus sasae Sharkov, 1995
- Aphyculus tamaricicola Myartseva & Trjapitzin, 1976
- Aphyculus trabutinae Myartseva, 1983
- Aphyculus zavadili Hoffer, 1954